# Kvinnoparkering

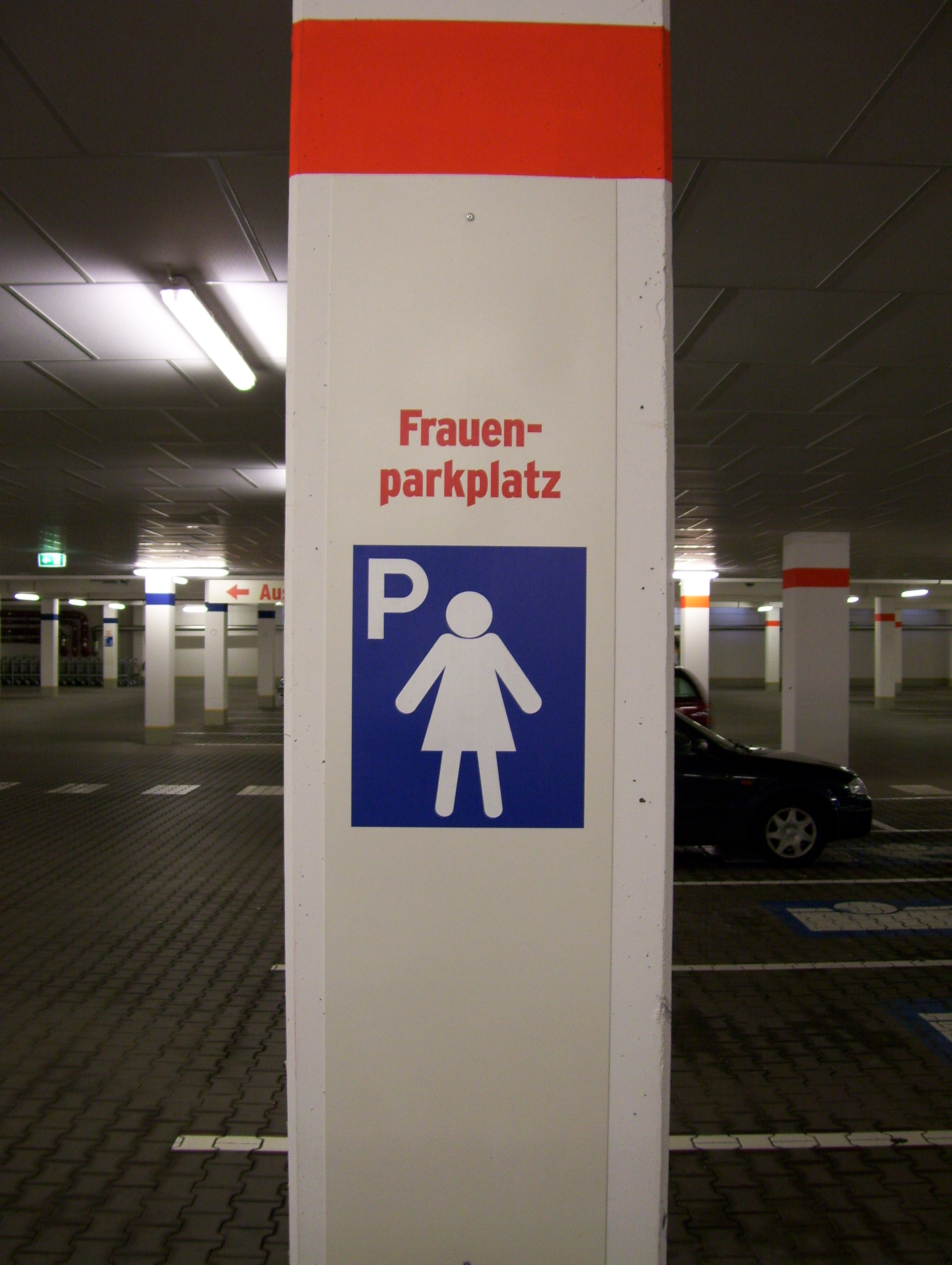
Skylt för kvinnoparkeringsplatser

Kvinnoparkeringsplatser är speciellt utmärkta parkeringsplatser ämnade att användas endast av kvinnor. I parkeringsgarage är de ofta placerade nära väl övervakade utgångar för att öka säkerheten, eftersom ca 7,3% av våldsbrott mot kvinnor utförs i parkeringsgarage, enligt en studie av Bureau of Justice Statistics (myndighet i USA).
Kvinnoparkeringsplatser finns inte som begrepp i Sverige.